# Museo etnográfico Juan B. Ambrosetti
El museo etnográfico Juan B. Ambrosetti depende de la Facultad de Filosofía y Letras de la Universidad de Buenos Aires.

## Historia

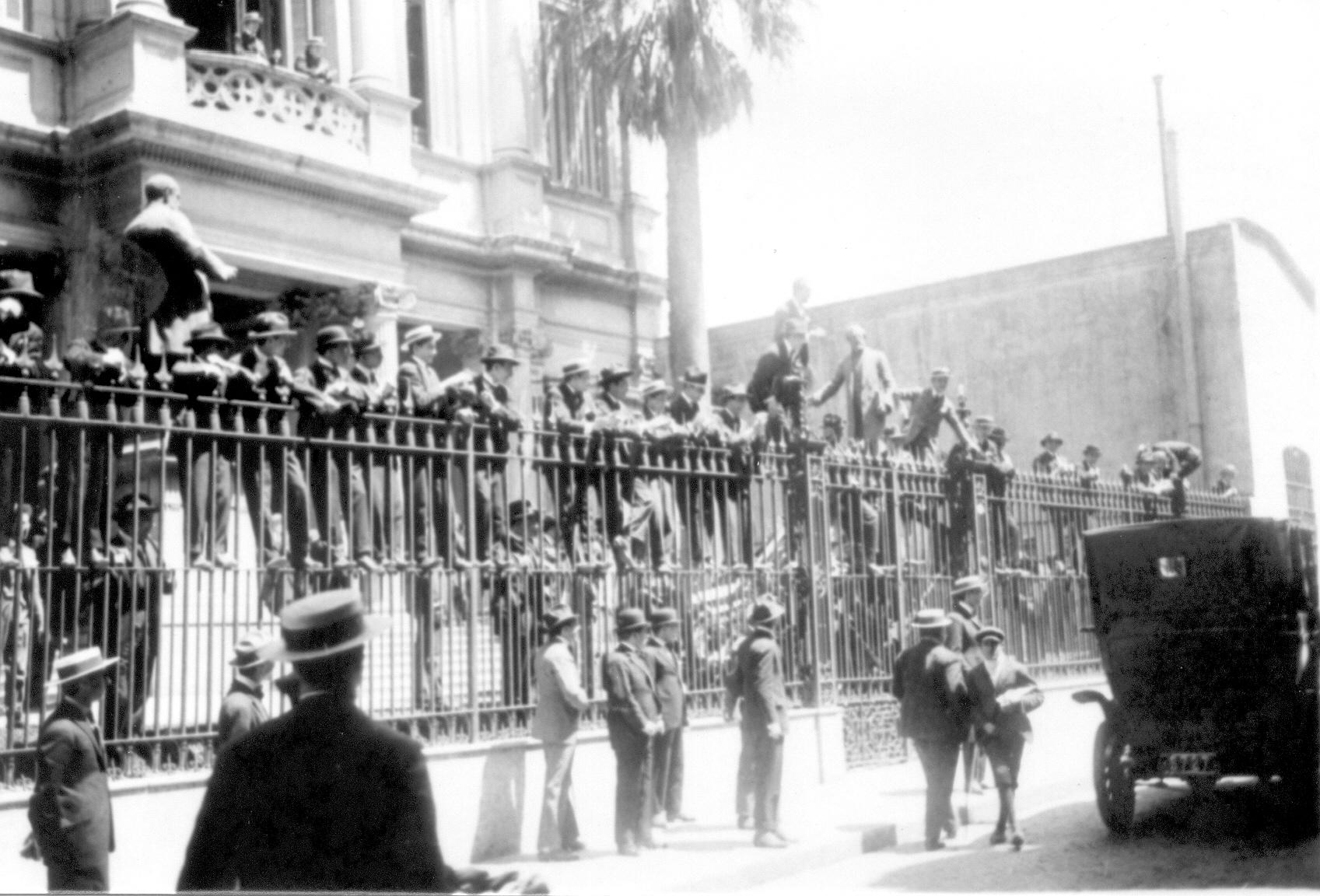
Edificio tomado durante la Reforma Universitaria en 1919. (Foto: AGN)

En 1879, Francisco Pascasio Moreno había fundado con su colección personal de 15.000 objetos el primer establecimiento de este tipo en Buenos Aires, llamado “Museo Antropológico y Etnográfico de Buenos Aires” (dependiente en ese momento de la Provincia de Buenos Aires). Con la fundación de la nueva capital provincial La Plata, en 1882, el museo de Moreno fue trasladado a un nuevo edificio en esa ciudad, a 50 kilómetros de Buenos Aires. Allí sigue en funciones en la actualidad, con el nombre de Museo de La Plata.
La creación del segundo Museo Etnográfico de Buenos Aires, decidida por la Facultad de Filosofía y Letras en 1904, representó una nueva perspectiva en el ambiente científico sudamericano de la época, ya que por primera vez los estudios antropológicos se independizaban del ámbito institucional de las ciencias naturales.
Su gran promotor y primer director fue Juan B. Ambrosetti, quien lo concibió como una institución de investigación y enseñanza. Desarrolló, entre otras actividades, un proyecto sistemático de estudio del patrimonio arqueológico de la Argentina, con expediciones anuales auspiciadas y financiadas por la Facultad. La primera se llevó a cabo en 1905, en la localidad de Pampa Grande (provincia de Salta). Ambrosetti también estimuló las investigaciones etnográficas y folclóricas para el conocimiento de las sociedades aborígenes y criollas contemporáneas. Todas estas expediciones eran, además, un espacio de formación para la recolección, estudio y documentación de los materiales encontrados, iniciando a los participantes de las mismas en el uso de técnicas arqueológicas científicas de la época. 
La mayor parte del acervo se formó por estas actividades de investigación. Compras, donaciones y canjes con los principales museos del mundo permitieron incorporar a las colecciones objetos de otras sociedades. Las primeras colecciones fueron algunos objetos calchaquies donados por el Dr. Indalecio Gómez, entre ellos objetos de bronce, como discos o placas pectorales. También se sumaron materiales recogidos en la primera expedición arqueológica, material de la colección personal de Ambrosetti y objetos de yeso calchaquíes enviados por el Museo de La Plata. En 1947 se sumó la totalidad de los materiales antropológicos del Museo Nacional de Ciencias Naturales.
Con el correr del tiempo, en el Etnográfico la difusión fue perdiendo importancia y quedó relegada frente al prestigio académico de la docencia y la investigación. En 1958 este proceso culminó con la creación de la carrera de Ciencias Antropológicas.
A partir de 1987, con una propuesta llevada adelante por José A. Pérez Gollán y Marta Dujovne, la institución se propuso recuperar la plenitud de sus funciones como museo universitario, con una renovada acción de exhibición, complementada con visitas guiadas, talleres, publicaciones y otros servicios para el público, sin descuidar las labores de docencia, investigación, documentación y conservación.
El museo debe su nombre a Juan Bautista Ambrosetti, etnógrafo, folclorólogo y naturalista argentino.

## Sedes

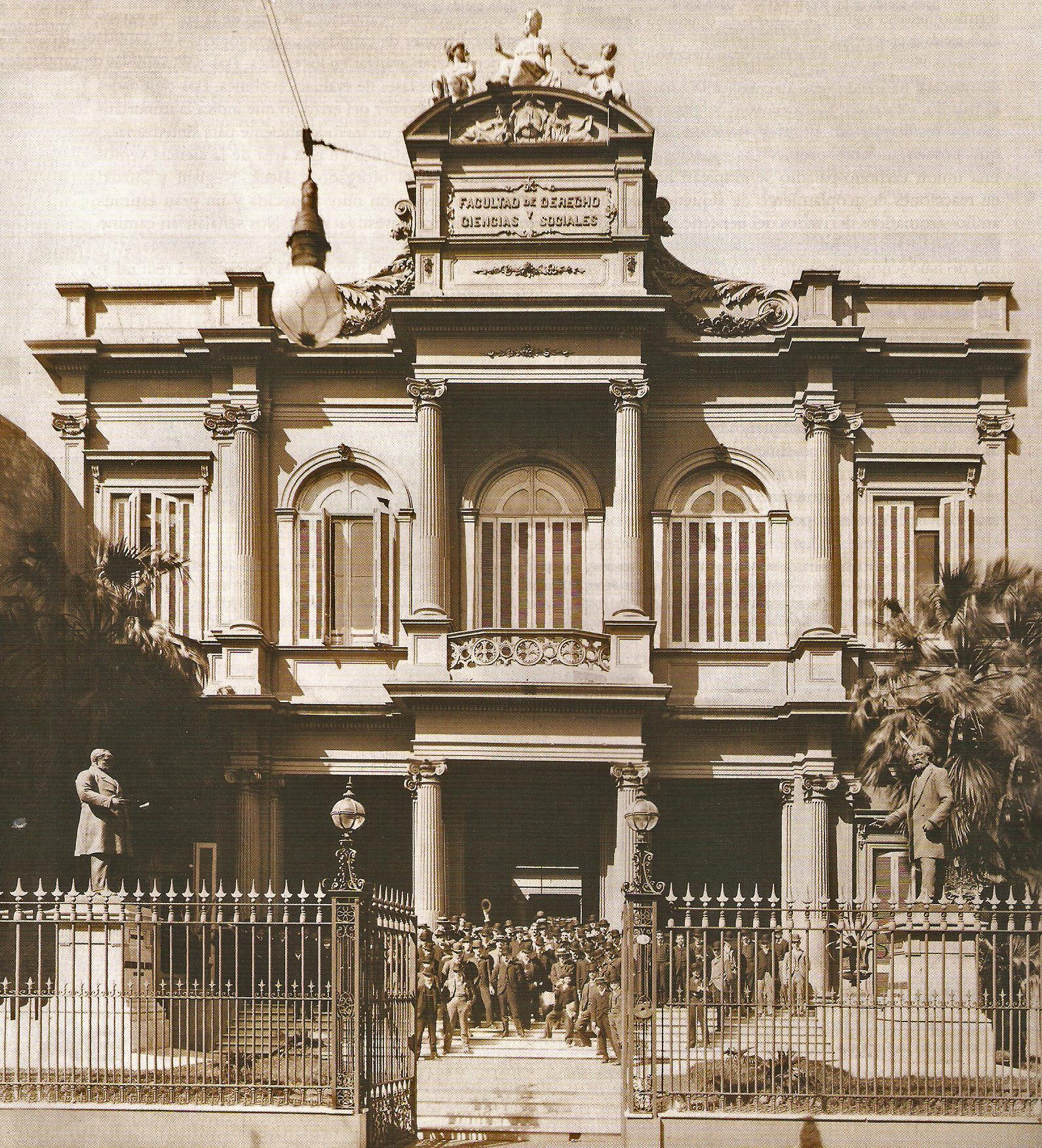
El edificio de Moreno 350, cuando aún pertenecía a la facultad de derecho. ca. 1905

En sus inicios, el Etnográfico funcionó como un gabinete de estudio para el mundo académico en los sótanos del edificio de la Facultad de Filosofía y Letras en el 430 de la calle Viamonte (actual Rectorado de la Universidad). En 1918 se estableció un horario fijo de apertura para las visitas del público general.
A la actual sede de la calle Moreno, en el barrio de Monserrat, se trasladó en 1927 y ganó en espacio e importancia al ocupar el edificio de estilo italianizante que Pedro Benoit había construido para la Facultad de Derecho en 1878. Entre 2009 y 2011, el edificio fue restaurado por los arquitectos Fernández-Huberman-Otero, con fondos de la Fundación YPF y del Banco Nación.

## Biblioteca "Augusto Raúl Cortázar"
La biblioteca del Museo Etnográfico surge también en 1904, pero comienza a organizarse más formalmente a partir de 1917 cuando, tras el fallecimiento de Ambrosetti, su familia dona 9.331 obras de su pertenencia. Luego de la mudanza del Museo a la calle Moreno, el entonces Director Félix Outes instala la Biblioteca en el edificio en el que funciona hasta la actualidad. En 1942, el Dr. Augusto Raúl Cortázar tomó la dirección de la misma y la organizó en áreas temáticas, dándole un perfil universitario, que posibilitó la consulta de investigadores y estudiantes de diversas instituciones. También, se acomodó la sala de lectura. A lo largo de los años, la Biblioteca siguió recibiendo donaciones tanto de Museos como de colecciones personales de investigadores, que ampliaron la cantidad de volúmenes disponibles. Las diferentes gestiones del Museo plantearon cambios en la forma de organización de la Biblioteca, en la ampliación de personal para poder ampliar la cantidad de consultas y visitantes y en la importancia de contar con contenido actualizado en áreas relevantes, como la arqueología contemporánea y material referido a museos y conservación.
Desde 2008 en adelante, se trabaja en tareas de preservación, readecuando el sistema de almacenamiento y limpieza del fondo bibliográfico. También, a partir de 2010 se inició la carga de los materiales al catálogo digital con el que cuenta la Facultad de Filosofía y Letras de la UBA, permitiendo paulatinamente el uso del catálogo en línea. Recientemente, se trabajó en la restauración de la fachada del edificio que alberga la biblioteca. 

## Colecciones
El Museo Etnográfico, como principal museo de antropología de la Ciudad de Buenos Aires, reúne en su acervo objetos de sociedades de todo el mundo.  Estos objetos son divididos en colecciones, organizadas de la siguiente manera:

#### Colecciones arqueológicas
Esta sección cuenta con 80.000 piezas aproximadamente, de un extenso lapso temporal, y está conformada por objetos elaborados en cerámica, piedras, textiles, metal, cueros, hueso, maderas y fibras. Se reúnen objetos provenientes de América, África, Asia y Europa. Los cuales ingresaron al museo  por expediciones, donaciones, compra e intercambios con otras instituciones.

#### Colección etnográfica
Consta de aproximadamente 10 000 objetos de diferentes sociedades a nivel mundial. Se diferencian de los objetos arqueológicos ya que, al momento de su recolección, eran objetos que eran usados cotidianamente por dichas sociedades. Esta colección abarca un lapso temporal menor, desde fines del siglo XIX hasta mediados del siglo XX. Ingresaron al museo a través de donaciones, expediciones, compra y canje con otros museos.

#### Antropología biológica
Esta área contiene colecciones de restos humanos procedentes de diferentes zonas de la Argentina y del exterior. Este conjunto se conformó durante la primera mitad del siglo XX, a partir del desarrollo de campañas de excavación promovidas por la Facultad de Filosofía y Letras.
En la actualidad, el Museo Etnográfico adhiere a una política de no exhibición de restos humanos, y muchos Museos de la región realizan un trabajo de restitución de los mismos a sus comunidades de origen.